# Kirchheim Knights
O VfL Kirchheim Knights é um clube profissional de basquetebol masculino com sede em Kirchheim unter Teck, Alemanha que atualmente disputa a ProA, correspondente a segunda divisão germânica. O clube manda seus jogos no Sporthalle Stadtmitte com capacidade para 1.800 espectadores.

## Histórico de Temporadas
| Temporada | Nível | Liga         | Pos.     | Resultado          |
| --------- | ----- | ------------ | -------- | ------------------ |
| 2006-07   | 4     | Regionalliga | 5        |                    |
| 2007-08   | 3     | ProB         | 2        | promovidofinalista |
| 2008-09   | 2     | ProA         | 5        |                    |
| 2009-10   | 2     | ProA         | 5        |                    |
| 2010-11   | 2     | ProA         | 4        |                    |
| 2011-12   | 2     | ProA         | 2        | Finalista          |
| 2012-13   | 2     | ProA         | 15       |                    |
| 2013-14   | 2     | ProA         | 10       |                    |
| 2014–15   | 2     | ProA         | 11       |                    |
| 2015–16   | 2     | ProA         | 3        | Quartas de Finais  |
| 2016–17   | 2     | ProA         | 4        | Semifinalista      |
| 2017-18   | 2     | ProA         | 9        |                    |
| 2018-19   | 2     | ProA         | 12       |                    |
| 2019-20   | 2     | ProA         | COVID 19 | COVID 19           |
| 2020-21   | 2     | ProA         | 6        | Quartas de Finais  |
| 2021-22   | 2     | ProA         | 11       |                    |
| 2022-23   | 2     | ProA         | 10       |                    |
| 2023-24   | 2     | ProA         | 6        | Quartas de Finais  |
| 2024-25   | 2     | ProA         | 9        |                    |
| 2025-26   | 2     | ProA         |          |                    |